# منخس

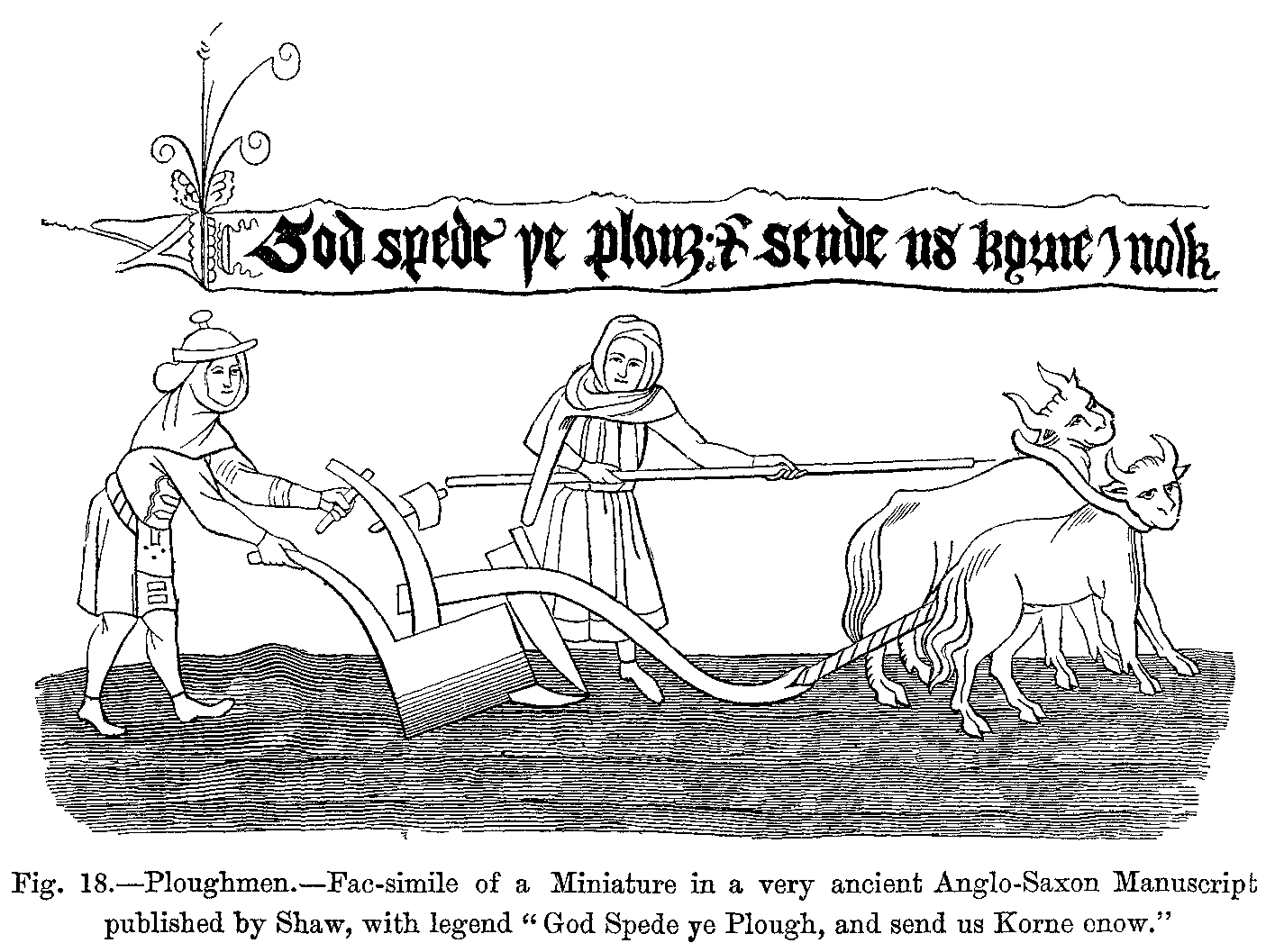
نموذخ لمنخس تم استخدامه في أوائل القرن السادس عشر.

المِنْخَس مفرد مناخس أو المِهماز ، وهي كل إبرةٌ أو عصا مدببةٌ من الأمام، تُثبَّت بقبضة من الخشب أو القصدير أو أية مادة أخرى، كان يستخدمه الفلاح قديماً الذي كان يحرث الأرض بالمحراث اليدوي ، فكلّما كانت الدابّة التي تجرَّ المحراث (حيوانات الماشية) تضعف حركتها وتتعب كان الفلاح يضربها من الخلف (أي ينخسها) فكانت لشدة ألمها تستعيد نشاطها.